# George Wickham
George Wickham es un personaje ficticio de la novela Orgullo y Prejuicio de Jane Austen.

## Descripción
A primera vista, Wickham está lleno de calidez, vivacidad y encanto: sabe cómo tocar los corazones de las jóvenes románticas. Su porte y afabilidad le ganan rápidamente la simpatía de la heroína, Elizabeth Bennet. Pero su naturaleza profunda es la de un libertino cínico y sin principios: es mentiroso, coqueto, jugador, manipulador. No duda en utilizar, para engañar a los que le rodean, su buena apariencia y las ventajas que le otorga la buena educación adquirida gracias a su padrino, el difunto señor de Pemberley, una gran finca de la que su padre era administrador, y en la que se crio junto a los hijos del propietario, Fitzwilliam Darcy y su hermana Georgiana.

## Historia

### Pasado
George Wickham era hijo del administrador de Pemberley, una finca propiedad del padre de Fitzwilliam Darcy y padrino de George Wickham, quien lo crio prácticamente como un segundo hijo, tanto en reconocimiento al trabajo y lealtad de su padre como por cariño a este chico de "modales encantadores", sin embargo, Fitzwilliam señala que desde mucho tiempo fue consciente de que la apariencia virtuosa y la intensa adulación a la que Wickham sometía a su padre era solo una forma de manipulación donde el muchacho utilizaba su facilidad de palabra y encanto natural para ganarse el favor de su patrón y obtener beneficios a costa suya.
Como el difunto señor Darcy quería asegurar el futuro de su ahijado, pagó sus estudios en la universidad y luego en Cambridge, posibilitándole entrar en el clero y otorgándole tras ello el derecho de ser el curato de la rectoría de Pemberley, lo que habría garantizado a Wickham una posición social muy honorable y acomodada. 
Para gran alivio de Darcy, tras la muerte de su padrino Wickham reveló no estar atraído en absoluto por la profesión clerical y rechazó esta labor, prefiriendo marcharse de la propiedad tras negociar y reclamar un acuerdo final de 3.000 libras esterlinas, como equivalente monetario a sus beneficios y activos, además de una herencia de 1.000 libras esterlinas adicionales que Darcy padre le dejó, sumando una cantidad de 4.000 libras esterlinas en total, lo que le habría proporcionado un ingreso de 200 libras esterlinas al año si no lo hubiera despilfarrado tras algunas semanas de vida desenfrenada.
Una vez hubo despilfarrado su herencia, Wickham contactó a Darcy exigiendo más dinero, pero éste le negó más ayuda. en vista de esto, Wickham se presentó ante Georgiana, hermana menor de Fitzwilliam Darcy, declarando estar enamorado de ella e iniciando un cortejo hacia la joven, por lo que Darcy supuso que buscaba venganza y enriquecimiento económico a través de un compromiso con la muchacha, a lo cual se mostró firmemente en contra. Por lo anterior, Wickham intentó aprovechar una visita de Georgiana a Ramsgate para seducirla, con la esperanza de robársela, casarse con ella y poner sus manos sobre la dote de la joven, que ascendía a una cantidad de 30.000 libras esterlinas. Su intento de seducir a Georgiana se vio facilitado por la amistad que había cultivado con la muchacha desde su infancia y su capacidad para explotar la tímida personalidad de la adolescente y su falta de confianza a la hora de socializar, debido en parte a su corta edad, tenía solo quince años, además de la mala influencia que significaron los consejos de su institutriz, la Sra. Young, quién estaba confabulada con Wickham.
Darcy, tras enterarse, rápidamente se puso en acción y logró detener sus planes y dejó en claro que si ambos se unían en matrimonio no tendrían acceso a la dote, por lo que Wickham inmediatamente perdió interés y no dudó en abandonar a Georgiana; el sufrimiento causado hacia su hermana por Wickham significó para Darcy un quiebre absoluto e irreparable en la relación con quien en el pasado había sido su amigo, cortando todo contacto a partir de ese momento entre ambos.

### Durante la novela
Algún tiempo después de que los hermanos Bingley llegaron a Meryton y conocieron a la familia Bennet, Wickham llega con su amigo, el oficial Denny, al lugar con el fin de incorporarse al regimiento del General Foster. Una vez allí, conoce a las señoritas Bennet, en quienes deja una muy buena impresión, ganándose su simpatía.
Cuando es invitado por la familia Phillips a su casa, se hace amigo y objeto de interés de Elizabeth Bennet, a la que le explica que el origen de sus desdichas y falta de fortuna se debe a las malas intenciones de Darcy, señalando que tras la muerte de su padrino, llevado por la envidia ante la cercana relación que había entre él y su padre, le negó el derecho a recibir tanto su herencia como el puesto en la rectoría que le habían sido heredados, debiendo unirse al ejército para poder ganarse la vida.
A lo largo de la historia, Wickham no demuestra reparos para "desenmascarar" a Darcy frente a cualquier persona que esté dispuesto a escucharlo, por lo que en poco tiempo, y aunado a la falta de habilidades sociales del otro caballero, logra masificar el rechazo y la mala opinión de la gente de Meryton hacia él; aun así, siempre evita presentarse en los mismos lugares, aduciendo convenientes compromisos o situaciones imprevistas que le impiden encararlo públicamente, cosa que asegura no tendría impedimento de llegar a darse la oportunidad.
Una de las primeras y más evidentes actitudes que delatan su falta de virtudes durante los eventos de la novela es una instantánea pérdida de interés en cortejar a Elizabeth Bennet cuando se entera de que la señorita King ha heredado diez mil libras, por lo que de inmediato la hace el blanco de sus afectos.
Una de las razones por las cuales Elizabeth rechazó la declaración de Darcy en Rosings Park fue la predisposición que generaron en ella los comentarios de Wickham hacia Darcy; sin embargo, tras el duro rechazo sufrido este le entregó una carta donde, entre muchas otras cosas, desenmascaraba a Wickham y le revelaba la verdad tras el supuesto infortunio del soldado, señalando que está lleno de vicios, que es un ludópata, promiscuo, ocioso y que carece de virtudes. Tras esta revelación Elizabeth repasaría imparcialmente sus recuerdos sobre el comportamiento que ambos caballeros habían demostrado en su presencia desde el momento en que los conoció, admitiendo que sus prejuicios habían demonizado la personalidad de Darcy a la vez que había idealizado a Wickham, justificado las muchas falencias que había mostrado.
Posteriormente, durante la visita de Elizabeth y sus tíos a Pemberley, conocería a la señora Reynolds, ama de llaves de la propiedad, quién no escatimaría elogios para describir a su patrón, mientras que para referirse a Wickham se mostraba muy escueta, pero dejaba en claro que nadie de la región que lo conociera se expresaría favorablemente. Durante esta visita, Elizabeth es notificada por su familia de que Wickham y Lydia se han fugado a Londres, con ayuda de la antigua institutriz de Georgiana, supuestamente para contraer matrimonio; sin embargo, esto es sólo una estratagema de Wickham para huir de sus acreedores y Lydia es sólo una herramienta que planea desechar en cuánto vea la oportunidad.
Inicialmente el incidente logra resolverse en lo que parece ser una oportuna intervención del señor Gardiner, tío de las muchachas Bennet, quien tras viajar a Londres y localizarlos, convence a Wickham de contraer matrimonio con Lydia a cambio de recibir 100 libras como dote. Posteriormente, en un desliz, Lydia revela a Elizabeth que fue en realidad el señor Darcy quien los encontró, saldó las deudas de Wickham, pagó la boda y desembolsó una exorbitante suma para convencerlo de casarse con ella y así proteger la honra de la familia Bennet.
Durante la visita posterior de su ahora cuñado a la casa familiar, Elizabeth le habla sobre su visita a Pemberley e insinúa educadamente el contenido de su conversación con la señora Reynolds, sin embargo, Wickham, haciendo gala de su característico descaro, hace caso omiso de los comentarios de la muchacha jactándose del gran aprecio, que asegura, la ama de llaves y toda la gente del lugar sienten por él, mientras intenta recalcar sin éxito la mala imagen de Darcy, para su desgracia, sus actos han abierto los ojos a la familia Bennet que, exceptuando a su esposa y a su suegra, no sienten más que antipatía por él.

### Destino
Durante el último capítulo del libro se habla brevemente del destino de Wickham y su esposa. Tras el matrimonio de Elizabeth y Darcy, esta recibe una carta de Lydia, donde la inmadura muchacha se jacta de como Wickham es un marido mucho mejor que Darcy, con quien su hermana se "tuvo que conformar", aun así, descaradamente pide que use su autoridad como señora de la propiedad para trasladarlos allí, otorgar un gran sueldo y un puesto de importancia a Wickham, solicitud de la que Elizabeth prefiere hacer caso omiso, aunque siendo fiel a su naturaleza de hermana mayor, de vez en cuando utiliza sus fondos personales para enviarles ayuda sin importunar a su esposo. De la misma forma, la pareja constantemente se presenta en casa de Charles y Jane, abusando de su hospitalidad al punto que en ocasiones hacen incluso perder la paciencia a su amable cuñado.
Según se comenta, ni Wickham ni Lydia son realmente fieles el uno al otro y no hay genuinos sentimientos de amor entre ellos, siendo una constante en su relación los amoríos extramaritales, así como los continuos endeudamientos, problemas con gente de dudosa calaña y las rápidas mudanzas a domicilios cada vez más pequeños y pobres producto de su estilo de vida irresponsable, señalando que esto es un ciclo interminable al que estarán destinados por el resto de su vida.

## Cine y televisión
- En la adaptación para televisión de Orgullo y Prejuicio de 1995, es interpretado por Adrian Lukis.
- En la adaptación cinematográfica de Orgullo y Prejuicio de 2005, es interpretado por Rupert Friend.